# Sasquatch Hunters
Sasquatch Hunters (no Brasil, A Criatura da Floresta) é um filme de terror estadunidense de 2005 dirigido por Fred Tepper. o filme centra na história sobre um grupo de pesquisadores e paleontólogos que foram fazer uma caminhada de 3 dias na floresta para achar ossos de primatas extintos que viveram na Antiga China, mas são perseguidos pelos primatas que sobreviveram de sua extinção. o filme é de baixo orçamento e é considerado um dos piores filme de pé grande. o filme contava com atores desconhecidos, efeitos especiais mal-feitos, cenas de caminhada, trilha sonora considerada pelos críticos "épica e assustadora", cenas absurdas, cenas com sustos e um final relevante. o filme recebeu críticas negativas pela maior parte da crítica especializada, mas chamou atenção de vários fans do pé grande. o filme foi gravado em 2004 e lançou em dvd no dia 12 de Abril de 2005. no Brasil também foi lançado em dvd com o título "A Criatura da Floresta".

## Sinopse
O filme começa com um grupo de caçadores em uma floresta tentando caçar algum tipo de animal, mas são mortos por um tipo de primata. um grupo de pesquisadores, guardas florestais e paleontólogos foram na floresta para fazer uma caminhada de 3 dias na floresta para achar ossos de primatas extintos que viveram na Antiga China. eles acreditam que nos anos de 1800, caçadores encontravam ossos de primatas extintos na floresta, mas os caçadores nunca mais foram vistos quando entravam na floresta. após o 3 dia de caminhada, eles descobrem que dormiram perto de um cemitério de ossos. eles descobrem que os ossos são recentes e maiores que os ossos do museu. eles percebem que um membro do grupo desapareceu após o grupo ter pegado amostras dos ossos. o grupo é atacado por um primata desconhecido, 4 membros morrem, eles perdem a mochila (que tinha amostras dos ossos do cemitério) e ambos encontram uma cabana e se esconderam por lá. eles descobrem que os primatas sobreviveram de sua extinção e descobrem também que no início de 1800, caçadores caçavam e matavam os primatas. os primatas evoluíram sua inteligência e resolveram atacar só aquele que eles consideram ameaça ou aquele que invadisse o território deles. eles descobrem também que eles invadiram o território dos primatas e roubaram os ossos que são considerados sagrados pelos primatas. no dia seguinte, ambos descobrem que mataram um dos primatas e que se matassem uma das criaturas, todos serão considerados ameaças a exterminar. Ambos tentam encontrar o jeep para sair da floresta, mas são perseguidos pelos primatas. ambos encontram o jeep e conseguem sair da floresta. a cena final do filme mostra o grupo de primatas enterrando os ossos (que estava dentro da mochila) e assim acaba o filme.